# 白土镇 (萧县)
白土镇，是中华人民共和国安徽省宿州市萧县下辖的一个乡镇级行政单位。

## 行政区划
白土镇下辖以下地区：
白土村、费村、董店村、花甲寺村、张村、欧盘村、孤山村和白土种马场。